# Лисин, Борис Савельевич
Борис Савельевич Лисин (4 августа 1883, Новоград-Волынский — 22 ноября 1970, Киев) — украинский советский химик-технолог, доктор технических наук, профессор (с 1921 года), академик АН УССР (с 22 февраля 1939 года).

## Биография
Родился 4 августа 1883 года в городе Новограде-Волынском. После обучения в Ровенском реальном училище в 1903 году поступил в Киевского политехнического института. В 1909 году успешно окончил политехнический институт и был приглашён на кафедру строительных материалов и минеральных веществ, где работал преподавателем и ассистентом профессора К. Г. Дементьева. С первых дней работы на кафедре принимал активное участие в научной работе, составлении учебников по химической технологии силикатов. В 1917 году коллектив КПИ выбрал Б. С. Лисина председателем Совета преподавателей института. В том же году он был делегатом первого Всероссийского совещания по реформе высшей школы в Петрограде, где представлял труда преподавателей КПИ. В 1919 году был привлечён к работе в Комиссии по изучению природных ресурсов Украины, которую возглавлял академик В. И. Вернадский. В 1921 году основал кафедру силикатов КПИ и на протяжении многих лет возглавлял её. С 1923 по 1928 год работал деканом химического факультета КПИ. В 1940 году был назначен также директором Института минерального сырья АН УССР.
В 1950 году Б. С. Лисину совместно с кандидатом технических наук А. В. Череповой присудили Сталинскую премию за исследование и внедрение эффективных безоловянных и бессвинцовых эмалей.
Умер 22 ноября 1970 года. Похоронен в Киеве на Байковом кладбище.

## Научная деятельность
Основные труды посвящены технологии силикатов и строительных материалов, изучению свойств силикатного сырья СССР и научному обоснованию новых способов её переработки. Среди них:
- «Керамические канализационные трубы. Производство и определение их технических преимуществ», Киев. 1916;
- «Глина и глиняная промышленность в Украине», Киев, 1918;
- «Производство фарфора и фаянса. Сырье. Переработка. — Контроль. — Расчет», Киев. 1923;
- «Материалы к изучению каолинов Украины. Стандарты. Методы исследований промышленной ценности», Киев. 1929 (в соавторстве с К. А. Галабуцкой);
- «Изучение структуры вяжущих веществ по методу цементографии», «Известия Киевского ордена Ленина политехнического института», 1954, т. 15, страница 202-219 (в соавторстве с Ю. Е. Корниловичем).

Практическое значение имели его разработки в области рационализации каолиновой и фарфоро-фаянсовой промышленности Украины. Важными являются также исследования глин и цементного сырья УССР.

## Память
В честь 125-летия со дня рождения академика Б. С. Лисина по инициативе Новоград-Волынского горсовета одной из центральных улиц Новоград-Волынского присвоено имя Бориса Лисина.
В Киеве, в корпусе №1 Национального технического университета, расположенного по адресу проспект Победы, 37, в коридоре первого этажа установлен гипсовый барельеф академика Лисина.

## Примітки
1. ↑  Сайт НАН України. Дата обращения: 26 мая 2016. Архивировано из оригинала 6 сентября 2014 года.
2. ↑  Сайт Національного технічного університету «КПІ». Дата обращения: 26 мая 2016. Архивировано 31 октября 2012 года.